# Associazione Calcio Mantova 2009-2010
Questa voce raccoglie le informazioni riguardanti l'Associazione Calcio Mantova nelle competizioni ufficiali della stagione 2009-2010.

## Stagione
Per la stagione 2009-2010 il presidente del Mantova Fabrizio Lori ingaggia come tecnico Michele Serena.
Sono ceduti gli attaccanti Denis Godeas alla Triestina e Giorgio Corona al Taranto. Vengono acquistati il giovane difensore Alessandro Lambrughi dalla Pro Sesto e l'attaccante Simone Malatesta dal Venezia, il centrocampista Davide Carrus dal Bologna e, nell'ultimo giorno di mercato arriva l'attaccante Maurizio Nassi dal Brescia.
Dopo un girone di andata con molti pareggi, chiuso con soli 22 punti, a gennaio arriva in prestito dal QPR Alessandro Pellicori, che, segnando otto reti, migliora il rendimento dei biancorossi, pur non riuscendo ad evitare la retrocessione in Prima Divisione del Mantova, che si certifica all'ultima giornata dopo il (2-2) di Ancona, ultimo di quattro pareggi consecutivi. Il Mantova chiude il campionato di Serie B al terzultimo posto con 48 punti, frutto di dieci vittorie, diciotto pareggi e quattordici sconfitte.
La squadra virgiliana retrocede dopo cinque stagioni di Serie B in Lega Pro Prima Divisione, ma non riuscirà nemmeno ad iscriversi al campionato di terza serie, per i problemi finanziari che la affliggono, venendo così declassata e costretta a ripartire dalla Serie D con il nuovo Mantova Football Club.

### Scandalo scommesse
Il 19 dicembre 2011 una indagine della procura di Cremona ha portato all'arresto di 17 persone per aver partecipato a un giro di scommesse su partite oggetto di combine, tra le quali si presumono alterate nel risultato anche cinque partite disputate dall'AC Mantova nella sua ultima stagione di serie B, 2009-2010: Padova - Mantova (3-0), Grosseto - Mantova (1-1), Empoli - Mantova (4-0), Brescia - Mantova (1-0), Cittadella - Mantova (6-0), Salernitana - Mantova (1-3).

## Divise e sponsor
Lo sponsor tecnico per questa stagione è Joma, mentre lo sponsor di maglia è Nuova Pansac.
Analogamente ai precedenti campionati di Serie B, la prima maglia è bianca con una banda trasversale rossa, mentre la divisa da trasferta riprende i colori di quella casalinga invertendone i colori. La terza divisa è blu con dettagli bianchi.
| Casa | Trasferta | Terza divisa |

## Rosa
| N. |                    | Ruolo | Calciatore         |
| -- | ------------------ | ----- | ------------------ |
| 1  | Italia (bandiera)  | P     | Mirko Bellodi      |
| 2  | Italia (bandiera)  | C     | Andrè Cuneaz       |
| 3  | Italia (bandiera)  | D     | Marco Esposito     |
| 4  | Italia (bandiera)  | C     | Manuel Spinale     |
| 5  | Italia (bandiera)  | D     | Mattia Notari      |
| 6  | Italia (bandiera)  | D     | Jacopo Balestri    |
| 7  | Italia (bandiera)  | C     | Mattia Marchesetti |
| 8  | Italia (bandiera)  | C     | Gianluca Nicco     |
| 9  | Italia (bandiera)  | A     | Simone Cavalli     |
| 10 | Italia (bandiera)  | C     | Gaetano Caridi     |
| 11 | Italia (bandiera)  | A     | Simone Malatesta   |
| 12 | Italia (bandiera)  | P     | Alex Valentini     |
| 14 | Italia (bandiera)  | C     | Claudio Grauso     |
| 16 | Italia (bandiera)  | C     | Davide Carrus      |
| 17 | Italia (bandiera)  | C     | Stefano Mondini    |
| 18 | Senegal (bandiera) | C     | Alain Pierre Mendy |
| 19 | Italia (bandiera)  | C     | Fabrizio Avanzini  |
| 20 | Italia (bandiera)  | C     | Tomas Locatelli    |
| 21 | Italia (bandiera)  | A     | Giovanni Abate     |
| 22 | Italia (bandiera)  | D     | Matteo Lanzoni     |
| 23 | Italia (bandiera)  | D     | Federico Rizzi     |

| N. |                     | Ruolo | Calciatore              |
| -- | ------------------- | ----- | ----------------------- |
| 24 | Italia (bandiera)   | D     | Andrea Moretto          |
| 25 | Italia (bandiera)   | D     | Giammauro Serone        |
| 26 | Italia (bandiera)   | A     | Michel Leveque          |
| 27 | Italia (bandiera)   | C     | Gennaro Marigliano      |
| 28 | Italia (bandiera)   | D     | Simone Pizzuti          |
| 31 | Slovenia (bandiera) | P     | Jasmin Handanovič       |
| 32 | Italia (bandiera)   | D     | Riccardo Fissore        |
| 33 | Italia (bandiera)   | C     | Emiliano Tarana         |
| 44 | Italia (bandiera)   | D     | Alessandro Lambrughi    |
| 46 | Italia (bandiera)   | C     | Iacopo Rocchiccioli     |
| 51 | Italia (bandiera)   | C     | Federico Carlini        |
| 58 | Italia (bandiera)   | A     | Marco Puntoriere        |
| 64 | Italia (bandiera)   | A     | Federico Coppiardi      |
| 71 | Italia (bandiera)   | D     | Carlo Gervasoni         |
| 77 | Italia (bandiera)   | D     | Simone Salviato         |
| 79 | Italia (bandiera)   | D     | Tommaso Rocchiccioli    |
| 81 | Italia (bandiera)   | A     | Alessandro Pellicori    |
| 90 | Brasile (bandiera)  | C     | Ronaldo Pompeu Da Silva |
| 91 | Italia (bandiera)   | A     | Maurizio Nassi          |
| 99 | Italia (bandiera)   | P     | Alessandro Iacobucci    |

## Risultati

### Campionato

#### Girone di andata
| Mantova 21 agosto 2009, ore 20:45 1ª giornata | Mantova            | 0 – 0 | Triestina | Stadio Danilo Martelli (6.300 spett.)\| Arbitro: \| Velotto (Grosseto) \| |
| Arbitro:                                      | Velotto (Grosseto) |       |           |                                                                           |

| Arbitro: | Peruzzo (Schio) |

|            |           |  |
| Mazzeo 72’ | Marcatori |  |

| Arbitro: | Brighi (Cesena) |

|                          |           |                   |
| Amoroso 89’ Lupoli 90+5’ | Marcatori | 63’ (rig.) Caridi |

| Arbitro: | Rizzoli (Bologna) |

|                |           |                       |
| Nassi 59’, 89’ | Marcatori | 48’ Cacia 53’ Brienza |

| Arbitro: | Damato (Barletta) |

|                |           |           |
| Martinetti 30’ | Marcatori | 73’ Nassi |

| Arbitro: | Baracani (Firenze) |

|           |           |                           |
| Nassi 78’ | Marcatori | 18’ Ruopolo 55’ Previtali |

| Arbitro: | Doveri (Roma) |

|                                 |           |                   |
| Marilungo 81’ Corvia 86’ (rig.) | Marcatori | 66’ (rig.) Caridi |

| Arbitro: | De Marco (Chiavari) |

|                             |           |  |
| Caridi 51’ (rig.) Nassi 62’ | Marcatori |  |

| Arbitro: | Guida (Torre Annunziata) |

|                                  |           |  |
| Italiano 29’ Rabito 35’ Cani 70’ | Marcatori |  |

| Arbitro: | Tommasi (Bassano del Grappa) |

|              |           |             |
| Salviato 58’ | Marcatori | 67’ Coralli |

| Arbitro: | Mazzoleni (Bergamo) |

|             |           |                 |
| Gavazzi 58’ | Marcatori | 90+1’ Locatelli |

| Arbitro: | Orsato (Schio) |

|                           |           |                      |
| Locatelli 44’ Fissore 65’ | Marcatori | 19’ Bega 46’ Rispoli |

| Arbitro: | N. Stefanini (Prato) |

|  |           |                        |
|  | Marcatori | 55’ Carrus 63’ Spinale |

| Arbitro: | Velotto (Grosseto) |

|  |           |            |
|  | Marcatori | 61’ Bucchi |

| Lecce 21 novembre 2009, ore 15:30 15ª giornata | Gallipoli          | 0 – 0 | Mantova | Stadio Via del Mare (1.100 spett.)\| Arbitro: \| Tozzi (Ostia Lido) \| |
| Arbitro:                                       | Tozzi (Ostia Lido) |       |         |                                                                        |

| Arbitro: | Gallione (Alessandria) |

|            |           |                                     |
| Carrus 20’ | Marcatori | 44’ Ardemagni 68’ (rig.), 78’ Iunco |

| Arbitro: | Mazzoleni (Bergamo) |

|           |           |               |
| Caridi 8’ | Marcatori | 21’ Tricarico |

| Arbitro: | C. Russo (Nola) |

|               |           |               |
| Catellani 42’ | Marcatori | 74’ Malatesta |

| Arbitro: | Rosetti (Torino) |

|                          |           |               |
| Carrus 8’ Salviato 45+1’ | Marcatori | 69’ Abruzzese |

| Arbitro: | Morganti (Ascoli Piceno) |

|           |           |              |
| Loria 35’ | Marcatori | 90+2’ Carrus |

| Arbitro: | Brighi (Cesena) |

|                         |           |  |
| Locatelli 48’ Nassi 73’ | Marcatori |  |

#### Girone di ritorno
| Arbitro: | Celi (Campobasso) |

|                         |           |             |
| Testini 26’, 57’ (rig.) | Marcatori | 79’ Lanzoni |

| Arbitro: | N. Stefanini (Prato) |

|                                         |           |               |
| Nassi 40’ Caridi 49’ (rig.) Nicco 90+1’ | Marcatori | 65’ Santoruvo |

| Mantova 6 febbraio 2010, ore 15:30 24ª giornata | Mantova          | 0 – 0 | Ascoli | Stadio Danilo Martelli (5.100 spett.)\| Arbitro: \| Pinzani (Empoli) \| |
| Arbitro:                                        | Pinzani (Empoli) |       |        |                                                                         |

| Arbitro: | Giannoccaro (Lecce) |

|                           |           |            |
| Brienza 1’, 43’ Cacia 59’ | Marcatori | 89’ Tarana |

| Arbitro: | Rizzoli (Bologna) |

|                                     |           |                |
| Magnanelli 42’ (aut.) Pellicori 58’ | Marcatori | 62’ Martinetti |

| Arbitro: | Tozzi (Ostia Lido) |

|               |           |  |
| Cristiano 57’ | Marcatori |  |

| Arbitro: | Bergonzi (Genova) |

|                            |           |                 |
| Salviato 22’ Pellicori 53’ | Marcatori | 36’, 83’ Munari |

| Arbitro: | Giancola (Vasto) |

|            |           |                     |
| Freddi 42’ | Marcatori | 45+3’ (rig.) Caridi |

| Arbitro: | Brighi (Cesena) |

|                        |           |              |
| Pellicori 7’ Nassi 71’ | Marcatori | 87’ Di Nardo |

| Arbitro: | Doveri (Roma) |

|                                                 |           |  |
| Vannucchi 4’ Coralli 45+1’ (rig.), 61’ Eder 78’ | Marcatori |  |

| Arbitro: | Giannoccaro (Lecce) |

|            |           |  |
| Tarana 38’ | Marcatori |  |

| Arbitro: | Romeo (Verona) |

|                         |           |  |
| A. Caracciolo 3’ (rig.) | Marcatori |  |

| Arbitro: | Baracani (Firenze) |

|                   |           |          |
| Caridi 64’ (rig.) | Marcatori | 86’ Cani |

| Arbitro: | Trefoloni (Siena) |

|                                                 |           |           |
| G. Colucci 14’ Handanovic 32’ (aut.) Djuric 89’ | Marcatori | 88’ Nassi |

| Arbitro: | Brighi (Cesena) |

|               |           |  |
| Pellicori 62’ | Marcatori |  |

| Arbitro: | Tozzi (Ostia Lido) |

|                                                           |           |  |
| Ardemagni 11’ Bellazzini 26’, 34’, 53’ Pettinari 37’, 85’ | Marcatori |  |

| Arbitro: | Valeri (Roma) |

|             |           |                                               |
| Dionisi 36’ | Marcatori | 29’ (rig.) Caridi 42’ Locatelli 54’ Pellicori |

| Arbitro: | Candussio (Cervignano del Friuli) |

|                   |           |               |
| Caridi 80’ (rig.) | Marcatori | 32’ Catellani |

| Arbitro: | Peruzzo (Schio) |

|                        |           |                           |
| Degano 5’ Russotto 54’ | Marcatori | 2’ Carrus 90+5’ Pellicori |

| Mantova 23 maggio 2010, ore 15:00 41ª giornata | Mantova                  | 0 – 0 | Torino | Stadio Danilo Martelli (7.600 spett.)\| Arbitro: \| Morganti (Ascoli Piceno) \| |
| Arbitro:                                       | Morganti (Ascoli Piceno) |       |        |                                                                                 |

| Arbitro: | Bergonzi (Genova) |

|                                    |           |                    |
| Bellodi 8’ (aut.) Mastronunzio 69’ | Marcatori | 30’, 65’ Pellicori |

### Coppa Italia
| Arbitro: | Calvarese (Teramo) |

|                                      |           |          |
| Marchesetti 4’ Caridi 53’ Tarana 64’ | Marcatori | 47’ Ripa |

| Arbitro: | De Marco (Chiavari) |

|                                              |           |  |
| Bogdani 48’ Pellissier 82’ Bentivoglio 90+2’ | Marcatori |  |